# Rollos Musicales Victoria

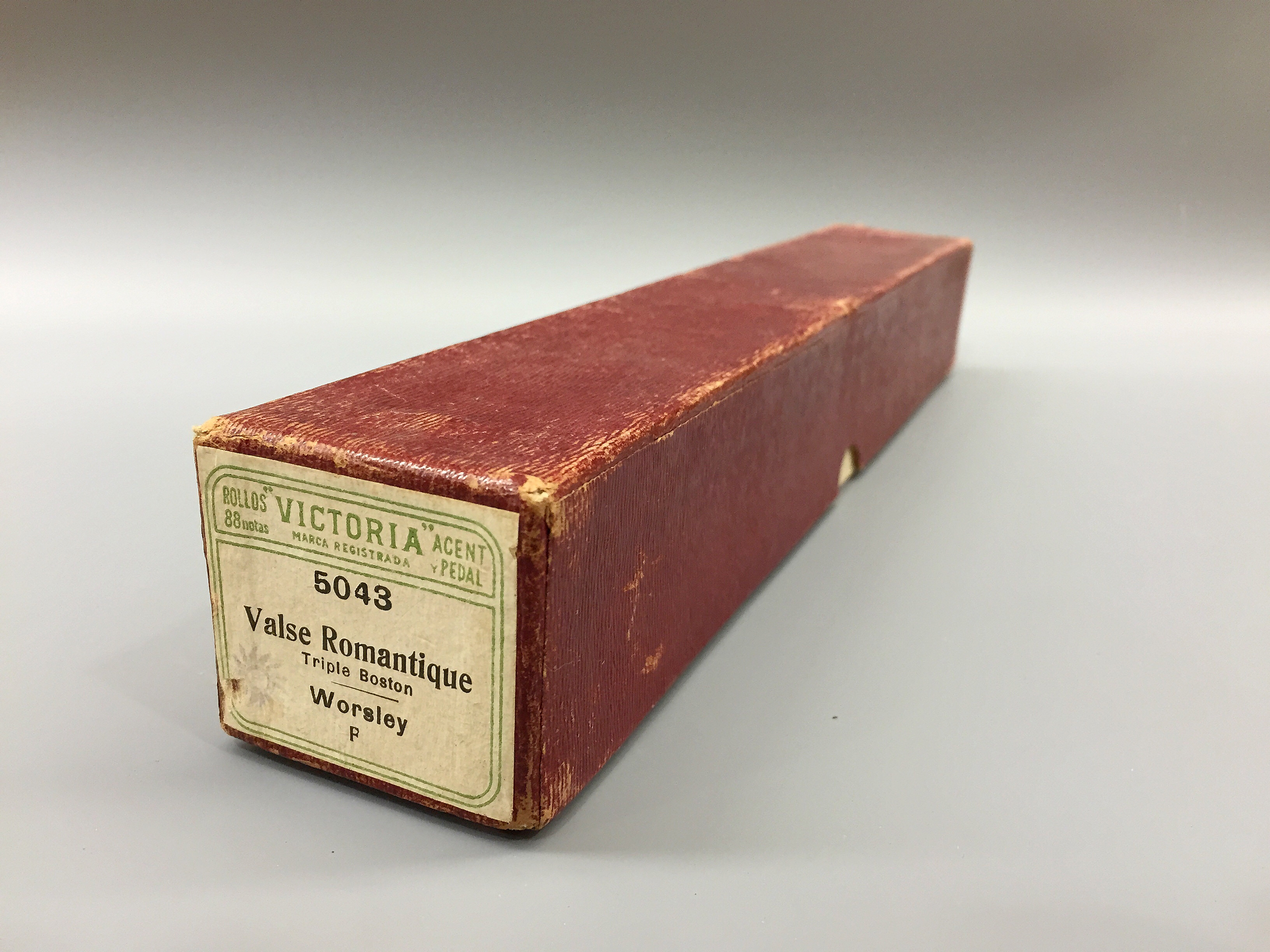
Vals romantique, de Clifton Worsley. Fàbrica de Rollos Musicales Victoria (La Solfa)

Rollos Musicales Victoria, més coneguda com «La Solfa», va ser la primera fàbrica de rotlles de pianola a Espanya. Es va fundar a la Garriga, Vallès Oriental, l'any 1905 al carrer del Forn (actual Manuel Raspall) Joan Baptista Blancafort, propietari del Balneari Blancafort i representant a Barcelona de la Columbia Graphophone Company S.A.E, en va ser el fundador i propietari únic des de mitjans dels anys vint. Va arribar a exportar rotlles de pianola a Europa, Amèrica i Oceania; la seva època daurada es va produir al període 1920 a 1925.
Pere Blancafort de Rosselló recorda com l'any 1905 el seu pare,un home emprenedor amb àmplia formació musical, va associar-se amb Carles Salvi i els germans Guarro, fabricants de pianos, en la representació de la marca de pianoles "Angelus", fet que els va portar a la fundació de "la Solfa" i a l'establiment d'un local amb espais per a audicions a la Rambla de Catalunya, a Barcelona.
La fàbrica de la Garriga, ubicada en unes naus obra de l'arquitecte Joaquim Raspall, produïa els rotlles de les marques Victoria, Best i Ideal. Inicialment amb maquinària importada, aquesta va acabar construint-se a la mateixa fàbrica. Va arribar a tenir 35 treballadors, entre 1919 i 1930, i un catàleg innovador d'unes sis mil obres l'any 1929. Aquest catàleg incloïa -a tall d'exemple- temes tan diversos com la sardana, la sarsuela, simfonies o òpera, així com una gran diversitat de compositors, tals com Beethoven, Chopin o Debussy o el mateix Manuel Blancafort i que va comptar entre els seus compositors l'obra de dues autores, Adelina Hombravella i Narcisa Freixas
Manuel Blancafort, fill del propietari i músic de renom, va treballar a l'empresa durant la seva adolescència, traslladant les notes dels pentagrames a les cintes contínues de la pianola, i va ser per a ell una autèntica escola; també hi va treballar com a marxant el seu germà Antoni. La Solfa va tancar les portes l'any 1932, fruit de la crisi provocada per l'aparició del fonògraf, i l'edifici va passar a ser la seu de l'empresa Blavi, del mateix Blancafort i dedicada a la fabricació de sabons i colònies, amb qui La Solfa compartia seu des de 1931. L'arxiu i documentació de Rollos Victoria es va conservar al mateix edifici, amb el de Blavi, fins que es un incendi el fortuït l'any 1965.